# Ředitelství pošt a telegrafů (Pardubice)
Ředitelství pošt a telegrafů je modernistická stavba v Pardubicích postavená v letech 1923 až 1925. Od roku 1964 je zapsána jako kulturní památka a v současnosti slouží jako sídlo části kanceláří magistrátu města Pardubice a krajského úřadu Pardubického kraje.

## Historie

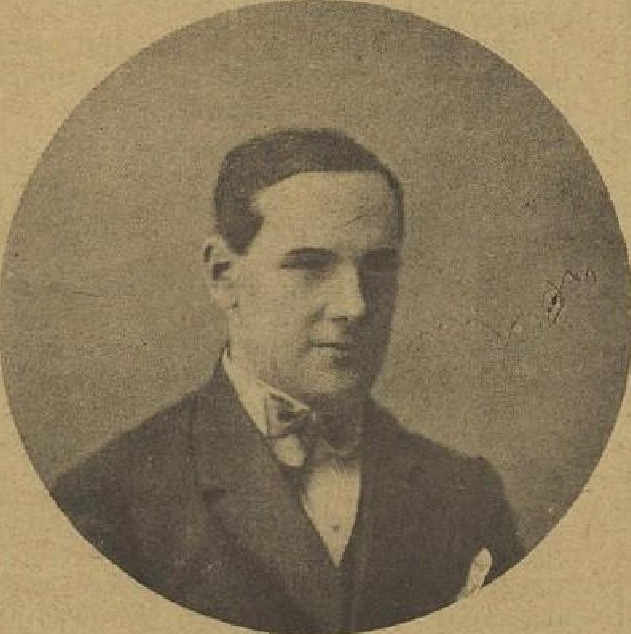
Ladislav Machoň, architekt budovy

### Stavba
Zřízení pobočky poštovního ředitelství požadovalo již roku 1894 Obchodní gremium. Po vzniku Československa bylo zřízeno ministerstvo pošt a telegrafů, přičemž po celém novém státě mělo vzniknout šest odloučených pracovišť tohoto rezortu. Pro východní Čechy bylo uvažováno o Hradci Králové a Pardubicích, ale po umístění ředitelství železnic do Hradce Králové bylo 21. března 1919 rozhodnuto o zřízení ředitelství pošt a telegrafů v Pardubicích.
Samotná pobočka v Pardubicích, umístěná v prostorách novoměstské školy (dnešní ZŠ Štefánikova) zahájila činnost až 13. listopadu 1919. Budova však byla nevyhovující a se stoupajícím počtem zaměstnanců bylo jisté, že bude potřeba nová stavba. Prostor pro ni byl vytipován na rohu Smetanova náměstí (dnes Náměstí republiky) a Jahnovy ulice. Ještě téhož roku nakreslil místní architekt Bóža Dvořák dispoziční výkresy pro stavební řízení.
V roce 1923 byla vyhlášena architektonická soutěž na plán nové budovy pro ředitelství mezi čtyřmi architekty, z nichž byli 3 z Prahy a jeden z Pardubic. Do užšího výběru postoupil pardubický Bóža Dvořák a pražský Ladislav Machoň, který nakonec i vyhrál. Stavba začala dne 19. ledna 1924 a stavitelem se stala firma V. O. Medek a spol.. Na stavbu ředitelství vyčlenil stát 5 milionů Kčs. Dokončena byla v roce 1925.

### 20. a 21. století

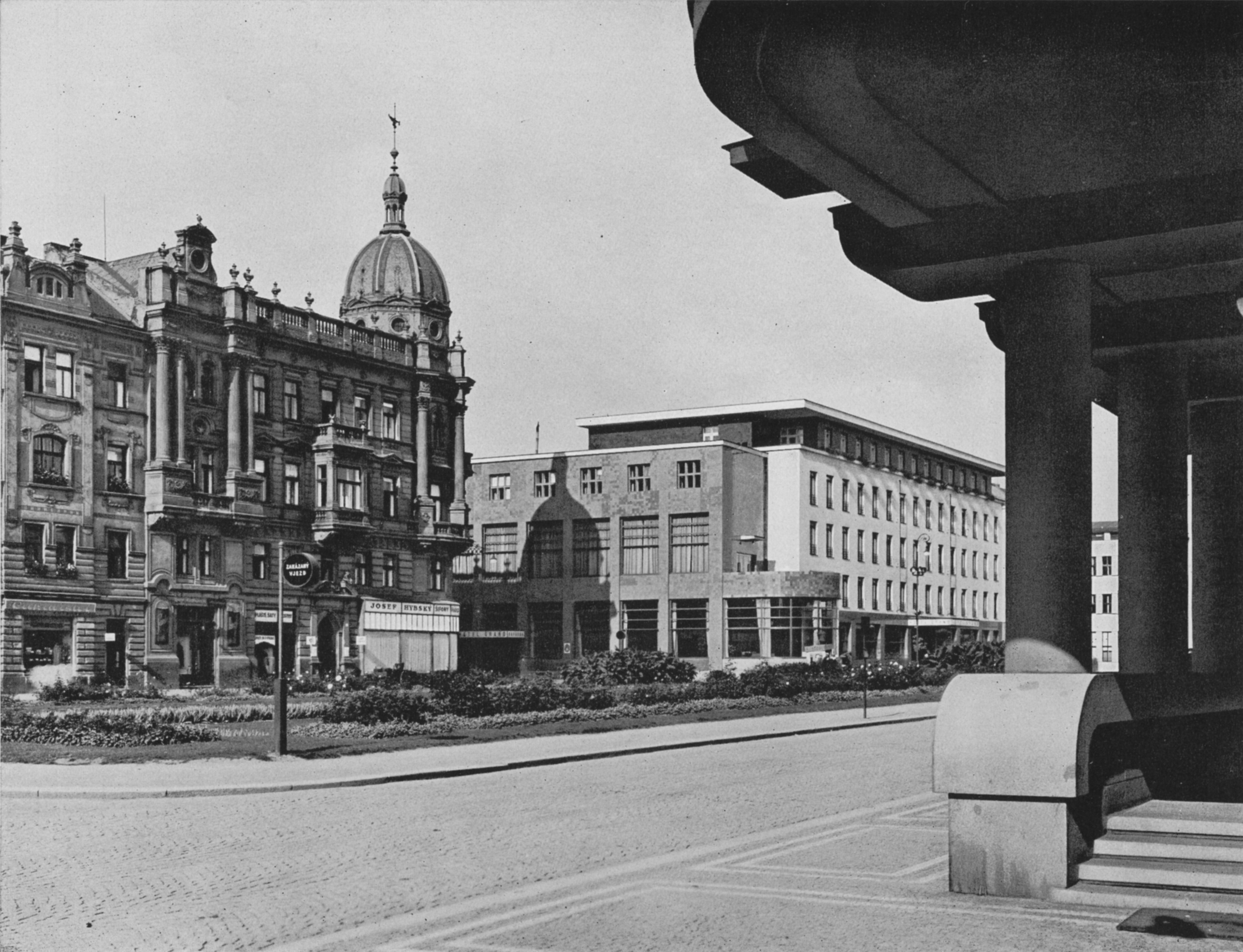
Budova v roce 1940, kdy v ní sídlil Oberlandrat a proslulé pardubické Gestapo

Budova sloužila svým účelům až do vzniku Protektorátu Čechy a Morava, kdy z ní byl odstraněn velký kamenný znak s českým lvem. Během druhé světové války byla část budovy se stal sídlem Oberlandratu a Gestapa pro východní Čechy. Po odchodu nacistů zde sídlil Okresní národní výbor a dne 27. října 1946 byla v budově odhalena pamětní deska poštovních zaměstnanců, kteří se stali za druhé světové války oběťmi nacistů.
V roce 1948 bylo ředitelství (přejmenované na Oblastní ředitelství pošt) přemístěno do budovy pošty na třídě Míru a o rok později se do budovy ředitelství nastěhoval krajský národní výbor Pardubického kraje. Po zrušení pardubického kraje se do budovy opět vrátil Okresní národní výbor a po sametové revoluci zde sídlil okresní úřad. Dne 5. března 1964 byla budova prohlášena za kulturní památku. Po zrušení okresních úřadů pak sídlí v budově některé části magistrátu města a krajského úřadu. Od roku 2011 je ředitelství v majetku Pardubického kraje a v roce 2021 proběhla rozsáhlá rekonsturukce fasády budovy.
V současné době (2024) je budova využívaná nejen samotným krajem, ale svá pracoviště tu mají také například Magistrát Města Pardubic, Regionální rozvojová agentura, Centrum regionálního rozvoje, Hospodářská komora nebo Destinační společnost Východní Čechy.

## Popis
Budova, tvořená skladbou výškově nestejnorodých bloků, je vystavěna na půdorysu písmene L a kopíruje linii bývalých městských hradeb. Nároží dominuje hlavnímu průčelí na náměstí Republiky s přízemním sloupovým portikem. Na delší straně budovy v Jahnově ulici se nachází monumentalizující puristický ústupkový portál ustupující za líc fasády.

V interiéru nalezneme vestibul s dvojicí mramorových art décových plastik zubrů od sochaře Jaroslava Horejce, dvoranu s mramorovými obklady stěn a monumentální víceramenné pilířové schodiště.

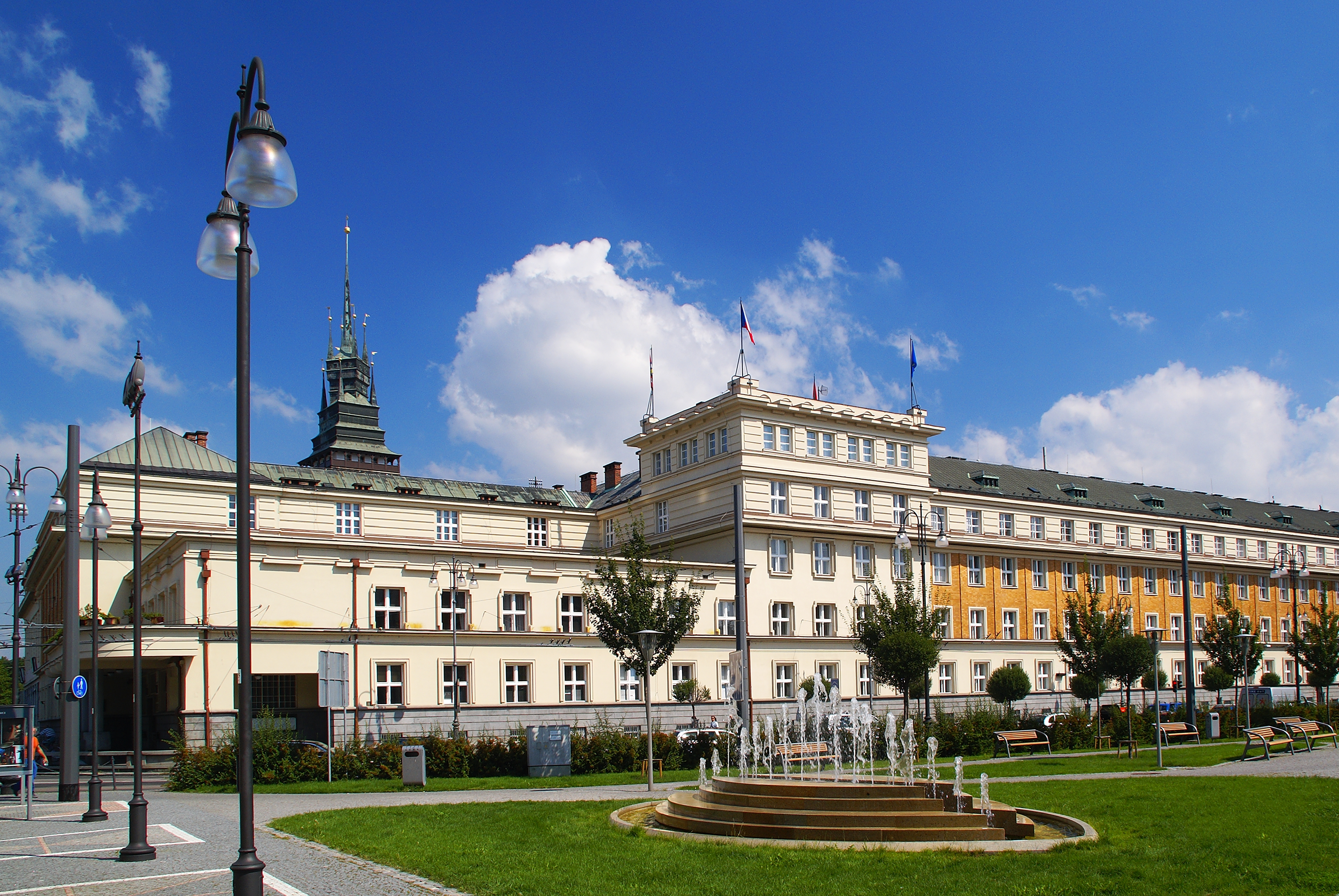
Pohled na budovu z Náměstí republiky
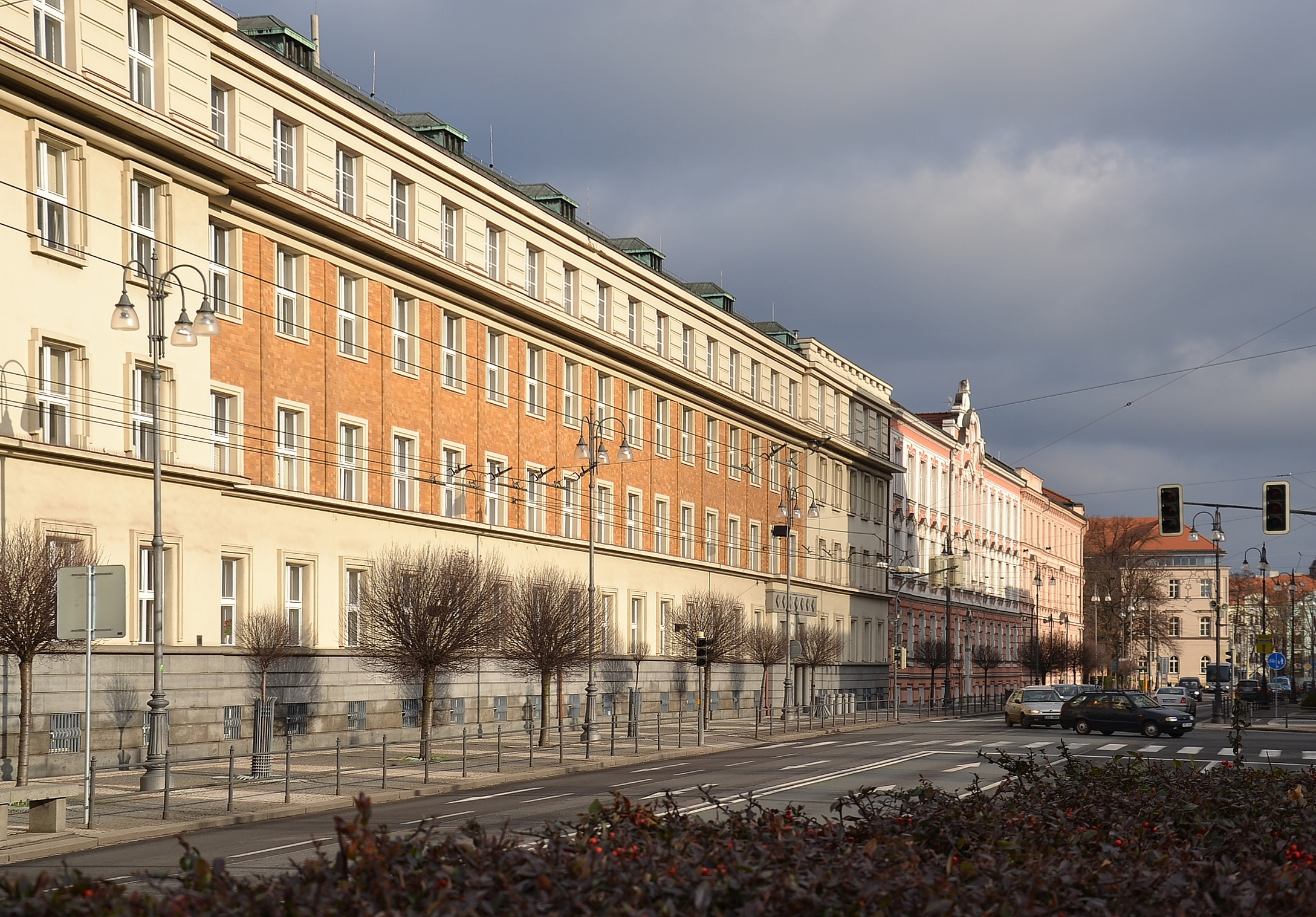
Pohled na budovu z Náměstí republiky
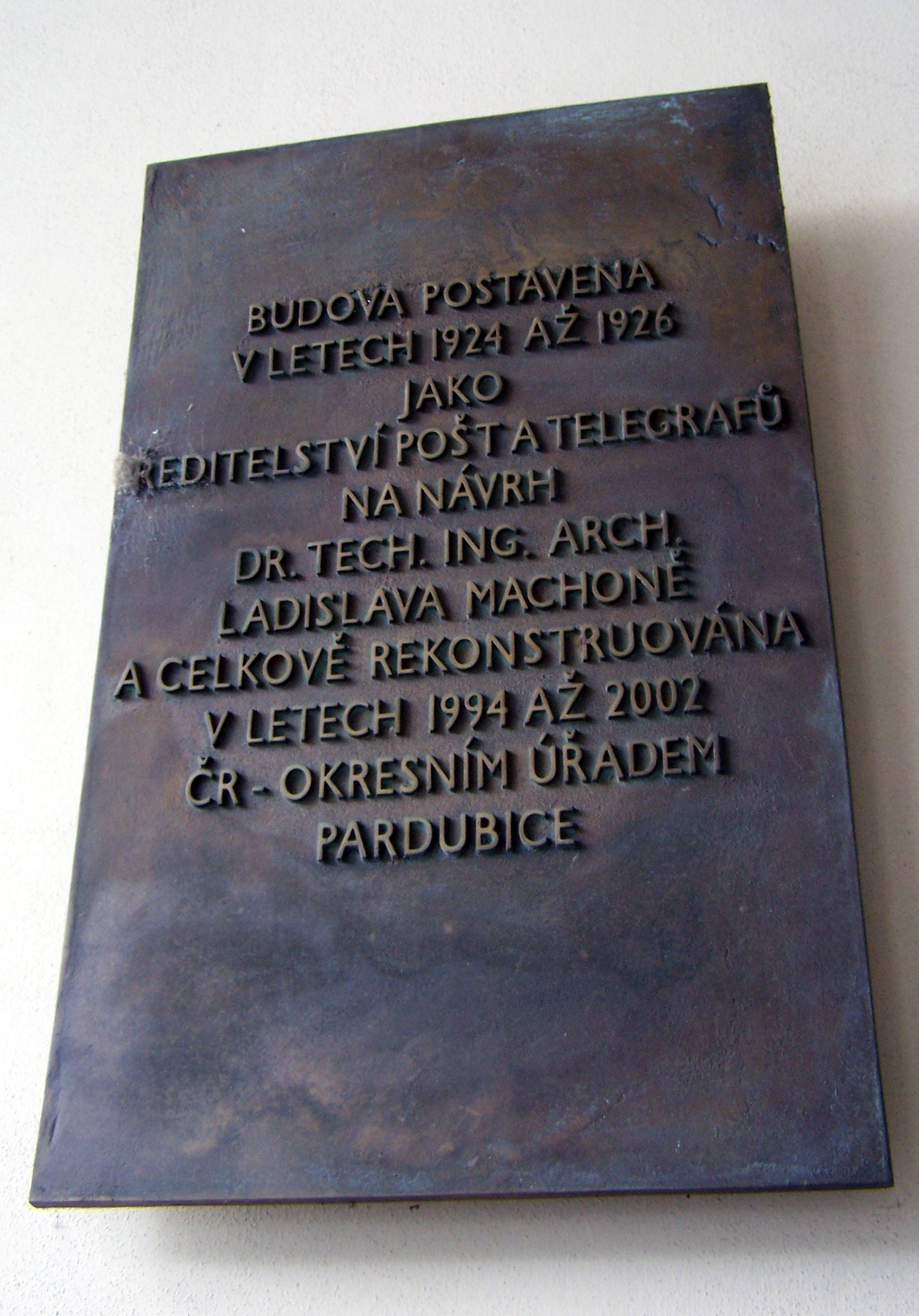
Pamětní deska na památku výstavby budovy
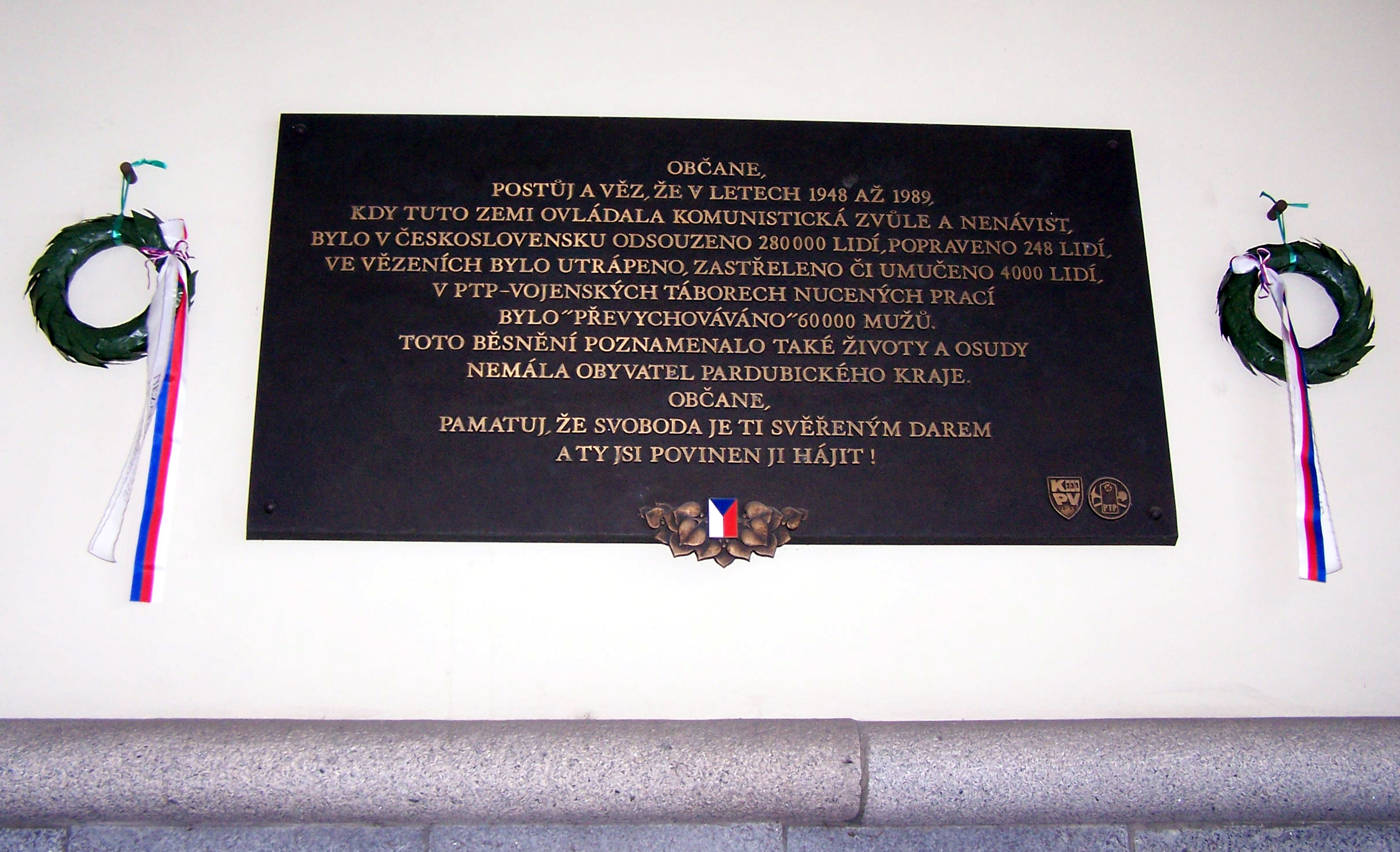
Pamětní deska umístěná na budově na památku obětí Pomocných technických praporů a táborů nucených prací